# Dischidia tricholoba
Dischidia tricholoba är en oleanderväxtart som beskrevs av Kerr. Dischidia tricholoba ingår i släktet Dischidia och familjen oleanderväxter. Inga underarter finns listade i Catalogue of Life.